# M/T Petar Zoranić
M/T Petar Zoranić, bio je hrvatski tanker dug 192 i širok 25 metara, sagrađen 1959. godine. Tanker je 14. prosinca 1960. godine sudjelovao u pomorskoj nesreći kada se sudario s grčkim tankerom World Harmony, zbog čega je i potopljen. U nesreći su poginule 53 osobe.

## Karakteristike
M/T Petar Zoranić sagrađen je 1959. godine u riječkom brodogradilištu 3. maj. Ime je dobio po hrvatskom književniku Petru Zoraniću. Porinut je 20. rujna 1959. godine. IMO broj bio mu je 5613855. Nakon svečane isporuke u riječkom 3. maju Petar Zoranić 28. kolovoza 1960. godine doplovio je pred Zadar i cijeli grad došao ga je pogledati. U flotu zadarskog brodara Jugotankera (današnje Tankerske plovidbe) uvršten je 27. rujna 1960. godine.  
Bio je građen od čelika. Imao je 16.300 BT i istisninu od 25.330 DWT. Bio je dug 192 i širok 25 metara. Bio je pokretan na parni pogon. Pogon su mu bile dvije parne turbine tvornice De Laval. Ukupna im je porivna snaga bila 12.500 KS, a mogao je postići onda zavidnu najveću brzinu od 17,5 čvorova. U ono je vrijeme bio najsuvremeniji i najsigurniji tanker svog doba, ponos zadarskog brodara. Bio je znatno udobniji i konkurentniji na svjetskom tržištu, toliko da su pomorce s tog broda smatrali srećkovićima.

## Kobna plovidba
Kobni 14. prosinca 1960. godine bio mu je 108. dan plovidbe. Tog dana zbila se najveća pomorska nesreća u hrvatskoj povijesti i jedna od najvećih tragedija te vrste u svijetu. Za sudar bio je kriv grčki brod, a s obzirom na to što je brod bio osiguran, šteta je naplaćena, no tragedija je pogodila mnoge obitelji.  
Tog je dana prevozio gorivo. Isplovio je 13. prosinca iz gruzijske luke Tuapse, a plovio je put Hamburga nakrcan s 12.065 tona lako zapaljivoga 90-oktanskog benzina i 11.330 tona dizelskoga goriva. Brodom je zapovijedao jedan od najiskusnijih i najuglednijih hrvatskih pomoraca, kap. Ante Sablić iz Kostrene, koji je upravo kroz Bospor prošao više od stotinu puta. Kobne je noći prolazio kroz Bospor. S kapetanom je bio turski peljar Cevdet Çubukçu kojeg se ukrcalo na karantenskoj postaji Bujukdere, prema propisima sigurnosti plovidbe kroz Bospor. Na brodu su bile ukupno 52 osobe: 50 pomoraca i dvije supruge ukrcanih pomoraca. Na zapovjednom su mostu te kobne noći bili još drugi časnik palube Andrija Grdaković i kormilar Ivan Karlić.
Petar Zoranić plovio je propisno, azijskom stranom tjesnaca, ploveći prema Istanbulu brzinom od 5 - 6 čvorova, puhao je lagani južni vjetar. Sve je išlo u redu. Na 4,5 milje sjeverno od Istanbula, subočice mjestu Khanliehu, posada je ugledala na radaru veliki brod koji je plovio prema njima iz suprotnog pravca, sjekavši im kurs. Taj nepoznati veliki brod plovio je protupropisno, prema azijskoj obali, umjesto da se držao europske obale. Taj brod bio je grčki tanker World Harmony od 32.000 tona, sagrađen 1953. godine, vlasništvo grčkog brodara Niarchosa, a njime je zapovijedao kapetan Aristoteles Badzis. Plovio je u Crno more, prema Novorossijsku. Kako je istraga poslije utvrdila, brod uopće nije imao peljara. Na brodu je bilo 40 članova posade i jedna ženska osoba, supruga jednog člana posade. 
Na Petru Zoraniću se dogodila jedna sretna okolnost koja je većini spasila život. Par minuta poslije 2,00 sati brodski je agent došao na tanker te posadi podijelio pisma iz domovine. Pisma su zapravo trebali dobiti u Hamburgu. Radosni su pomorci s nestrpljenjem čitali poštu koja im je netom prispjela. Tako je velika većina posade bila budna i to je mnogima spasilo život.
Sudar s grčkim tankerom World Harmony bio je kod Kanlıce. U 2,40 sati grčki je tanker koji je bio prazan, pramcem se silovio zabito zario u desnu stranu pramca Petra Zoranića, pravo u spremnik s visokooktanskim benzinom. Spremnik je eksplodirao tako silovito te se je cijeli Bospor zatresao. Eksplodirali su i spremnici na World Harmonyju. To su eksplodirale benzinske pare u spremnicima. Ogromna je baklja plutala Bosporom. Osvijetlila je cijeli Istanbul. Tisuće su radoznalaca izašle na obalu viditi sablasni spektakl. Tragediju je promatrao kao dječak i Orhan Pamuk, a ono što je vidio te noći opisao je u eseju koji je objavljen u španjolskome tjedniku El Paísu, te u svojoj knjizi Istanbul: grad, sjećanja (Vuković & Runjić, Zagreb, 2006., str. 229. – 331.) ↓1. Oba broda bila su onesposobljena za samostalnu plovidbu. Vjetar ih je nosio prema obali. Prijetila je opasnost od udaranja u skladišta nafte, što bi izazvalo još veću nesereću. Srećom to se nije zbilo. Svi istanbulski vatrogasci i vojska su intervenirali, no nisu uspjeli spasiti kuće kamo je otplovio World Harmony. Plutajući World Harmony nasukao se u zaljevu Beykoz gdje je oganj zahvatio drvene kuće. 
Posada se spašavala skakanjem u more. No to nije bio konačni spas, jer su im prijetile nove pogibelji. To su bili otoci zapaljene tekućine oko broda, a oni su se širili morskom strujom okolo. More je bilo hladno (10° C, kao i zrak), zbog čega su morali što prije stići na suho, da se ne bi pothladili. U tome im je problem činio treći pogibelj, morska struja koja je u ovom tjesnacu vrlo jaka i iznosi i do 5 čv, što se pokazalo kobnim kod jednog pomorca koji se skoro izvukao, no iscrpljenost mu nije dala snage izaći na obalu. Onesposobljeni M/T Petar Zoranić plutao je nošen vjetrom i morskom strujom k obali Selvir Burnu. Udario je u turski putnički brod Tarsus (4.500 BT) koji je bio osvijetljen i usidren. 
Izlilo se 18.000 tona nafte i zagadilo tjesnac. Hrvatski je tanker plutao kao golema ognjena buktinja. Doplutao je na plićak na koji se nasukao. Oganj je gorio još 55 dana i onemogućio tranzitni promet. Nitko se nije usudio ugasiti opožareni brod. S vremena na vrijeme potresale su ga eksplozije. Naposljetku je, kako bi konačno prestao goriti, tursko ratno zrakoplovstvo danima bombardiralo zapaljeni tanker ne bi li ugušili vatru i spriječili njezino širenje. Gorio je tako od 14. prosinca 1960. godine sve do 6. veljače 1961. godine.
Budnošću, pribranošću, snalažljivošću, odlučnošću u najtežim trenutcima te samim čudom i srećom u nesreći (većina je posade bila budna jer je čitala primljenu poštu) spasilo se više od polovice osoba s Petra Zoranića — 29 pomoraca i obje žene, supruge ukrcanih pomoraca.
U tragediji poginulo je 21 hrvatski i 29 grčkih brodskih časnika i članova posade, turski peljar te dvojica turskih carinika s Tarsusa, a kasnije su pronađena samo četiri tijela poginulih. Tijela mazača Stjepana Viškovića i ložača Marka Radana dvojice pronađenih poginulih članova posade s Petra Zoranića poslije su dopremljena u domovinu, kapetan Ante Sablić iz Kostrene i još 18 pomoraca nestali su u plamenu.

## Preživjeli i obitelji
Preživjeli članovi posade dobili su višemjesečnu poštedu. Da sjećanje na poginule pomorce ne bi progutao zaborav i za veliku pomoć obiteljima poginulih veliku zaslugu ima generalni direktor Tankerske plovidbe Ivan Paša. Predsjedavao je Fondom »Petar Zoranić« koji je osnovan za pomoć nastradalim pomorcima s ovog broda i njihovim obiteljima. Osiguralo se materijalna sredstva za kompletno školovanje djece poginulih članova posade, od prvog razreda osnovne škole sve do završetka školovanja.

## Istraga
Turske su pomorske vlasti odmah išle istražiti stvar. Sve je bilo jasno. Grčki je tanker bio u prekršaju, jer je plovio bez peljara i pogrješnom stranom tjesnaca. Pomorsku nesreću istraživala je četrnaesteročlana komisija koju su činili stručnjaci za pomorsko pravo i havarije te stručnjaci pomorskog osiguranja. Bili su iz Turske i ondašnje Jugoslavije. Trinaest je članova glasovalo za to da je World Harmony kriv za nesreću, 97 %, a tanker Petar Zoranić samo 3 %. Jedan član komisije glasovao je da je tanker Petar Zoranić kriv 87%, a tanker World Harmony 13%. To je bio čovjek grčkog brodovlasnika Niarcosa.

## Poginuli
S M/T Petra Zoranića od posade poginuli su:
| Ime i prezime       | Godina rođenja | Mjesto rođenja | Položaj na brodu   |
| ------------------- | -------------- | -------------- | ------------------ |
| Ante Sablić         | 1919.          | Kostrena       | zapovjednik        |
| Andrija Grdaković   | 1933.          | Zemun          | II. časnik palube  |
| Vasilije Martinović | 1935.          | Cetinje        | III. časnik palube |
| Marijan Bosanac     | 1932.          | Zagreb         | upravitelj RTG     |
| Radomir Radulić     | 1937.          | Zadar          | vježbenik RTG      |
| Ranko Kasum         | 1940.          | Banja Luka     | kadet              |
| Dinko Škifić        | 1929.          | Soline         | kormilar           |
| Ivan Karlić         | 1920.          | Kukljica       | kormilar           |
| Vjekoslav Stanić    | 1919.          | Ugljan         | kormilar           |
| Ivo Hordov          | 1937.          | Preko          | II. časnik stroja  |
| Ante Božičević      | 1942.          | Krašić         | vježbenik stroja   |
| Ante Perušić        | 1926.          | Buzdohanj      | vođa sisaljki      |
| Ante Miočić         | 1936.          | Ražanac        | mehaničar          |
| Stjepan Višković    | 1933.          | Viškovići      | mazač              |
| Marko Radan         | 1923.          | Rab            | ložač              |
| Josip Katačić       | 1928.          | Ždrelac        | ložač              |
| Šime Nemarić        | 1925.          | Petrčane       | čistač stroja      |
| Jure Žunić          | 1906.          | Vinjerac       | I. kuhar           |
| Miroslav Strenja    | 1936.          | Debeljak       | električar         |
| Mate Dorkin         | 1914.          | Preko          | I. konobar         |
| Zlatko Ivoš         | 1936.          | Kali           | II. konobar        |

- Poginuo je i turski peljar s Petra Zoranića Cevdet Çubukçu.[5]
- Na grčkome tankeru World Harmonyju preživjelo je samo 12 od 41 člana posade. Nitko sa zapovjednog mosta nije preživio.
- Na trećem brodu, turskom Tarsusu, poginula su dvojica turskih carinika.

## Druga havarija
Podrtina ovog tankera nije imala mira ni poslije. Dana 15. rujna 1964. godine norveški brod Norborn udario je u podrtinu Petra Zoranića kod Kanlıce. Izbio je požar, a nafta se izlila. Šteta je iznosila 20 milijuna ondašnjih dolara.

## Spomen
- Danas se fotografije i članci vezani uz tragediju tankera Petra Zoranića nalaze u pomorsko-povijesnoj zbirci Zavoda za povijesne znanosti Hrvatske akademije znanosti i umjetnosti u Zadru.[9]
- Po poginulom peljaru s Petra Zoranića Cevdetu Çubukçuu nazvan je turski tegljač, Pilot C. Çubukcu koji je izgrađen 1979. godine[10] u brodogradilištu İzmir Alaybey.[5]
- Čanovi Udruge Petar Zoranić, vodstvo Tankerske plovidbe, Tankerkomerca i Turisthotela u spomen na pomorsku tragediju Petra Zoranića i stradale pomorce svake godine u Perivoju hrvatskih redarstvenika polažu vijenac podno Spomenika pomorcu, kojega su u znak zadarske pomorske tradicije darovali zadarski prekomorski iseljenici.[11][12][13][14]